# Thiên Địa hội
Thiên Địa hội, (tiếng Trung: 天地會) (còn gọi là Hồng Hoa Hội sau này vào thời Càn Long) là một hội kín bắt nguồn từ Trung Hoa vào thời Khang Hi với mục đích phản Thanh phục Minh. Thiên Địa hội còn được gọi là Hồng môn hay Tam Điểm hội, tuy vậy một số tổ chức tội phạm cũng có tên Hồng môn.
Khi người Anh đến cai trị Hồng Kông, tất cả các tổ chức xã hội bí mật của Trung Quốc đều bị coi là những mối đe dọa và bị gộp chung với Hội Tam Hoàng mặc dù Hồng môn có bản chất khác với các nhóm tội phạm khác. Tên "Hội Tam Hoàng" bắt nguồn từ "Thiên Địa Hội". Do đó, Thiên Địa hội bị cấm và gây tranh cãi ở Hồng Kông.